# グロンド
グロンド（Grond）はJ・R・R・トールキンの小説『シルマリルの物語』に登場する暗黒世界の鉄槌、または『指輪物語』に登場する巨大な破城槌の名である。

## 概要
『シルマリルの物語』では、フィンゴルフィンとの一騎討ちに臨む冥王モルゴスの武器として登場し、その稲妻のような一撃は大地を穿ち火と煙を噴き出させたとある。
『指輪物語』ではペレンノール野の合戦においてモルドール軍がミナス・ティリスの大門を破るのに使われたが、大門はグロンドをもっても破れず、門はアングマールの魔王の妖術を加えてようやく破られた。
このグロンドは巨大かつ貪欲な狼の頭の形をしており、口の中で火が燃えている。この「グロンド」の名はモルゴスのそれにちなんで名づけられた。
ピーター・ジャクソン監督の映画版『ロード・オブ・ザ・リング』では、原作通りミナス・ティリスの大門を破り（魔王の力は借りていない）、モルドール軍が総出で攻め込んでゴンドール軍を絶望に陥れる。劇中、何度か狼の唸り声のような声が聞こえる。15メートル近い大きさで、眼と口が炎で燃えている。デザインしたジョン・ハウによるとモルゴスの時代の遺物だという。ガンダルフがグロンドを見て驚いた顔を見せるのはそのため。
原作では「大きな獣たち」がグロンドを引くとしか記述がないため、サイのようなオリジナルの獣を創造した。これはモルゴスがアルダの春を台無しにした時に生み出した、「角や牙ある動物」の遠い子孫であろう。